# Армор (Південна Дакота)
Армор (англ. Armour) — місто (англ. city) в США, в окрузі Дуглас штату Південна Дакота. Населення — 698 осіб (2020).

## Географія
Армор розташований за координатами 43°19′10″ пн. ш. 98°20′39″ зх. д. / 43.31944° пн. ш. 98.34417° зх. д. (43.319339, -98.344149).  За даними Бюро перепису населення США в 2010 році місто мало площу 2,47 км², з яких 2,45 км² — суходіл та 0,02 км² — водойми.

### Клімат
| Клімат : Армор        | Клімат : Армор | Клімат : Армор | Клімат : Армор | Клімат : Армор | Клімат : Армор | Клімат : Армор | Клімат : Армор | Клімат : Армор | Клімат : Армор | Клімат : Армор | Клімат : Армор | Клімат : Армор | Клімат : Армор |
| Показник              | Січ.           | Лют.           | Бер.           | Квіт.          | Трав.          | Черв.          | Лип.           | Серп.          | Вер.           | Жовт.          | Лист.          | Груд.          | Рік            |
| Середній максимум, °C | −1,1           | 1,7            | 7,8            | 16,7           | 22,8           | 28,3           | 32,2           | 31,1           | 25,6           | 18,9           | 8,3            | 1,1            | 16,1           |
| Середній мінімум, °C  | −13,9          | −11,1          | −5,6           | 1,7            | 8,3            | 13,9           | 16,7           | 15,6           | 10,0           | 3,3            | −4,4           | −10,6          | 1,7            |
| Норма опадів, мм      | 15             | 18             | 36             | 61             | 81             | 99             | 71             | 71             | 56             | 38             | 23             | 15             | 584            |
| --------------------- | -------------- | -------------- | -------------- | -------------- | -------------- | -------------- | -------------- | -------------- | -------------- | -------------- | -------------- | -------------- | -------------- |
| Джерело: Weatherbase  |                |                |                |                |                |                |                |                |                |                |                |                |                |

## Демографія
Згідно з переписом 2010 року, у місті мешкало 699 осіб у 325 домогосподарствах у складі 181 родини. Густота населення становила 283 особи/км².  Було 378 помешкань (153/км²).
Расовий склад населення:
| - 95,7 % — білих - 2,7 % — корінних американців - 0,3 % — азіатів |

До двох чи більше рас належало 1,3 %. Частка іспаномовних становила 0,6 % від усіх жителів.
За віковим діапазоном населення розподілялося таким чином: 18,5 % — особи молодші 18 років, 47,7 % — особи у віці 18—64 років, 33,8 % — особи у віці 65 років та старші. Медіана віку мешканця становила 52,4 року. На 100 осіб жіночої статі у місті припадало 85,4 чоловіків;  на 100 жінок у віці від 18 років та старших — 81,5 чоловіків також старших 18 років.
Середній дохід на одне домашнє господарство  становив 47 307 доларів США (медіана — 43 548), а середній дохід на одну сім'ю — 59 484 долари (медіана — 52 731). Медіана доходів становила 45 368 доларів для чоловіків та 24 412 долари для жінок. За межею бідності перебувало 10,0 % осіб, у тому числі 18,2 % дітей у віці до 18 років та 12,3 % осіб у віці 65 років та старших.
Цивільне працевлаштоване населення становило 398 осіб. Основні галузі зайнятості: роздрібна торгівля — 23,1 %, освіта, охорона здоров'я та соціальна допомога — 22,4 %, публічна адміністрація — 10,6 %, мистецтво, розваги та відпочинок — 9,3 %.